# 式守与太夫 (9代)
9代式守与太夫(きゅうだい しきもりよだゆう、1898年3月21日-1969年11月16日)は元行司である。本名は櫻井福太郎。 房錦勝比古は実子。29代木村庄之助の養父。
高砂部屋から若松部屋に所属してた。

## 概要
1910年春場所、式守福太郎という名前で初土俵。
1915年に木村福太郎に改名するが、1年で式守福太郎に戻す。
1922年に式守真之助、1936年に7代目式守錦太夫に改名し、1940年頃に幕内格。
この頃、房錦の父となり、房錦を育てた。
1956年夏場所で三役行司昇進。三役格筆頭までいった。
1961年名古屋場所、9代目式守与太夫を名乗るが、病気で休場が続き同年秋場所、廃業した。63歳だった。
1969年死去。71歳。